# Décès en 1388
Décès
- 1384
- 1385
- 1386
- 1387
- 1388
- 1389
- 1390
- 1391
- 1392

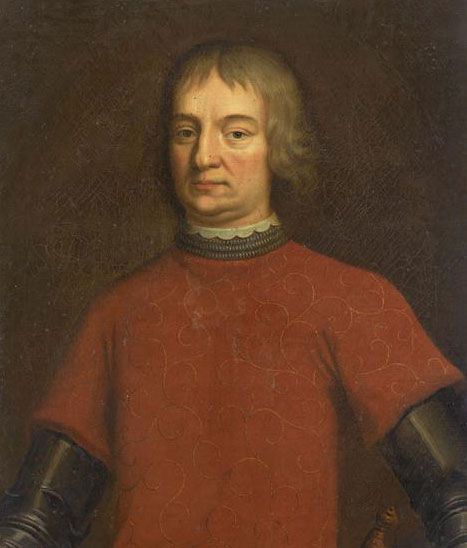
Aymeri VI de Narbonne, mort en 1388.

Cette page dresse une liste de personnalités mortes au cours de l'année 1388 :
- 28 février : Jean VI d'Harcourt, comte d'Aumale, vicomte de Saint-Sauveur et de Châtellerault, seigneur d'Elbeuf, de Lillebonne, de Brionne, d'Arschot, de La Saussaye.
- 21 mars : Josselin de Rohan, évêque de Saint-Malo.
- 31 mars : Éverard t'Serclaes, seigneur de Wambeek, Bodenghem et de Ternat et échevin de Bruxelles.
- 14 avril : Anglic de Grimoard, cardinal français.
- 10 mai : Gidō Shūshin, sommité japonaise de la secte zen rinzai, est un maître de la poésie et de la prose en littérature chinoise de la (Littérature des cinq montagnes).
- 15 mai : Venceslas de Saxe, électeur de Saxe et prince de Lunebourg.
- 21 mai : Cunon II de Falkenstein, archevêque de Trèves.
- vers le 5 août[1] : James Douglas, 2e comte de Douglas et de comte de Mar.
- 16 juillet : Nijō Yoshimoto, noble de cour (kugyō), poète du genre waka et maître renga japonais.
- 3 septembre : Antonio della Scala, dernier représentant de la dynastie italienne des Scaliger à avoir dominé Vérone et ses possessions.
- novembre : Togustemur, khan des Mongols.
- 8 novembre : Pierre Aycelin de Montaigut, ou de Montagu, connu sous le nom de Cardinal de Laon, religieux français du XIVe siècle, évêque, cardinal, évêque-duc de Laon de 1370 à 1386, conseiller du roi de France Charles V, Pair de France.
- 26 novembre : Étienne de La Grange, président du Parlement.
- 28 novembre : Gilles de Lorris, évêque de Noyon.
- 17 décembre : Jean Rolland, cardinal français.
- 24-31 décembre : Albert IV de Mecklembourg, corégent de Mecklembourg.

- Abû Is-hâq Ash Shâtibî, ou Al Imâm Abû Is-hâq Ibrâhîm Ibn Mûsâ Ibn Muhammad Ash Shâtibî Al Andalusî, célèbre théologien Ash'arite et juriste Malikite spécialisé dans les fondements de la jurisprudence.
- Giovanni da Salerno, religieux italien, de l'ordre des ermites de saint Augustin.
- Salvestro de' Medicis, ou Salvestro di Alammano de' Medici, gonfalonier, prévôt et politicien de la ville de Florence.
- Louis Ier de Beaumont-Bressuire, seigneur de Bressuire et vassal de la vicomté de Thouars.
- Simon de Burley, Lord Warden of the Cinque Ports, connétable du château de Douvres et chevalier de la Jarretière.
- Bégon de Castelnau-Calmont, évêque de Cahors.
- Hugues II de Chalon-Arlay, seigneur d'Arlay (Maison de Chalon-Arlay).
- Nil de Constantinople, ou Nil Kerameus, patriarche de Constantinople.
- Pierre de Cros, abbé de Tournus, évêque de Saint-Papoul, archevêque de Bourges, camerlingue de l'Église romaine, archevêque d’Arles.
- Anglic de Grimoard, dit le cardinal Anglicus, vicaire général du diocèse d'Avignon, cardinal-prêtre au titre de Saint-Pierre-aux-Liens, puis cardinal-évêque d’Albano et doyen du collège des cardinaux.
- Guy Ier de Laval-Loué, seigneur de Loué, Brée, Hermet et Fougerolles.
- Aymeri VI de Narbonne, vicomte de Narbonne, seigneur de Puisserguier, est amiral de France.
- Ulrich du Wurtemberg, noble allemand.
- Niccolò di Buonaccorso, ou Niccolò di Bonaccorso, homme politique et peintre italien.
- Adhémar Fabri, ou Adhémar de la Roche, évêque de Genève.
- Konoe Kanetsugu, régent sessho.
- Jorightu Khan Yesüder, khagan (grand-khan) des Mongols de la dynastie Yuan du Nord.
- Bahâ’uddin Naqshband, considéré comme le maître de la Naqshbandiyya par ses adeptes, qui lui donnent notamment les titres de « Sultan des Saints », ou de « grand assistant (ghauth) ».
- Trần Phế Đế, empereur du Đại Việt (ancêtre du Viêt Nam) et le dixième représentant de la dynastie Trần.
- Fîrûz Shâh Tughlûq, sultan de Delhi.
- Geoffroy Tête-Noire, mercenaire breton.
- Robert Tresilian, avocat anglais.
- Choi Young, général de Koryo.

## Crédit d'auteurs
- Cet article est partiellement ou en totalité issu de l'article intitulé « 1388 » (voir la liste des auteurs).